# Thoracostomopsis carolae
Thoracostomopsis carolae är en rundmaskart som beskrevs av John Inglis 1964. Thoracostomopsis carolae ingår i släktet Thoracostomopsis och familjen Thoracostomopsidae. Inga underarter finns listade i Catalogue of Life.